# Condado de Franklin (Alabama)
El condado de Franklin es una subdivisión administrativa de Alabama, Estados Unidos. Según el censo de 2020, tiene una población de 32 113 habitantes.
La sede de condado es Russellville.

## Historia
El condado de Franklin se fundó el 6 de febrero de 1818.

## Geografía
Según la Oficina del Censo de los Estados Unidos, el condado tiene un área total de 1675 km², de los cuales 1642 km² son de tierra y 33 km² son agua.

### Principales autopistas
- U.S. Highway 43
- State Route 5
- State Route 13
- State Route 17
- State Route 19
- State Route 24

### Condados adyacentes
- Condado de Colbert (norte)
- Condado de Lawrence (este)
- Condado de Winston (sureste)
- Condado de Marion (sur)
- Condado de Itawamba (Misisipi) (suroeste)
- Condado de Tishomingo (Misisipi) (noroeste)

### Ciudades y pueblos
- Belgreen
- Hodges
- Phil Campbell
- Red Bay
- Russellville
- Vina

## Demografía
| Población histórica Año Población ±% 1900 16 511 — 1910 19 369 +17.3 % 1920 22 011 +13.6 % 1930 25 372 +15.3 % 1940 27 552 +8.6 % 1950 25 705 −6.7 % 1960 21 988 −14.5 % 1970 23 933 +8.8 % 1980 28 350 +18.5 % 1990 27 814 −1.9 % 2000 31 223 +12.3 % 2010 31 704 +1.5 % 2020 32 113 +1.3 % |           |         |
| Población histórica |           |         |
| Año | Población | ±%      |
| 1900 | 16 511    | —       |
| 1910 | 19 369    | +17.3 % |
| 1920 | 22 011    | +13.6 % |
| 1930 | 25 372    | +15.3 % |
| 1940 | 27 552    | +8.6 %  |
| 1950 | 25 705    | −6.7 %  |
| 1960 | 21 988    | −14.5 % |
| 1970 | 23 933    | +8.8 %  |
| 1980 | 28 350    | +18.5 % |
| 1990 | 27 814    | −1.9 %  |
| 2000 | 31 223    | +12.3 % |
| 2010 | 31 704    | +1.5 %  |
| 2020 | 32 113    | +1.3 %  |